# イェケ・クトクト
イェケ・クトクト(モンゴル語: Yeke Qutqt,? - ？)とは、13世紀初頭にチンギス・カンに仕えたトトカリウト・タタル部族出身の千人隊長の一人。
『集史』などのペルシア語史料ではYeke Qutqtと記される。

## 概要
『集史』「チンギス・カン紀」の「千人隊長一覧」によると、イェケ・クトクトはトトカリウト・タタル部の出身で、チンギス・カンの第3・第4后妃となったイェスイ・イェスゲンの兄弟であったという。しかしイェケ・クトクトの事蹟についてはほとんど記録がなく、『元朝秘史』などの史料には名前すら記録されていない。なお、同じく千人隊長であったシギ・クトクは名前が類似しており、同じタタル部族出身であったが、別人である。
一方、イェケ・クトクトの弟でその地位を継承したと見られるジョチの一族はフレグ・ウルスに所属したため、『集史』に記録が残されている。ジョチはチンギス・カンの末弟テムゲ・オッチギンの娘ジジャカンを娶ってキュレゲン(駙馬/婿)を称し、フレグの西征に随行してイラン方面に移住した。フレグ・ウルスに仕えるタタル部族出身者はこの時ジョチとともに移住してきた者達の末裔であった。
イェスイ、イェスゲン両妃に養育されたクリ、カラ＝マングトの兄弟の子孫アラドはガザン・ハンに「昔の千人隊」を再編成することを請願したと記録されているが、この「昔の千人隊」こそがイェケ・クトクトによって創始され、ジョチとともにイランに移住した千人隊であったと考えられている。
ジョチにはジェルメという息子とノクタンという娘がおり、前者はフレグの長女ブルガン・アカを娶り、後者はフレグの長男アバカに嫁ぐなど、ジョチ家はフレグ家と密接な姻戚関係を結んだ。特にアバカとノクタンの間に生まれたガイハトゥは後にフレグ・ウルス第5代君主となっている。